# مايكل مورهايم
مايكل مورهايم (بالإنجليزية: Michael Morhaime) هو رئيس والشريك المؤسس لشركة سيليكون وساينابس ، المعروفة الآن باسم بليزارد إنترتينمنت ، وهي شركة تطوير ألعاب تقع في إرفين، كاليفورنيا وهي مملوكة حاليًا لشركة أكتيفيجن بليزارد.
تخرج مايكل من جامعة كاليفورنيا، لوس أنجلس عام 1990.

## روابط خارجية
- مايكل مورهايم على موقع IMDb (الإنجليزية)
- مايكل مورهايم على موقع ميوزك برينز (الإنجليزية)
- مايكل مورهايم على موقع إن إن دي بي (الإنجليزية)
- مايكل مورهايم على موقع قاعدة بيانات الفيلم (الإنجليزية)